# Cementerio Sagrado Corazón de Jesús (Maracaibo)
El Cementerio Sagrado Corazón de Jesús o simplemente Cementerio Corazón de Jesús es un cementerio de administración municipal ubicado en la Avenida La Limpia en la ciudad de Maracaibo, capital del Estado Zulia, al occidente  de Venezuela.
El gobierno Municipal de Maracaibo es el responsable de la gestión y mantenimiento de sus espacios a través del Servicio Desconcentrado de Cementerios Municipales de Maracaibo(SEDECEMA).